# Turecko na Letních olympijských hrách 1992
Turecko se účastnilo Letní olympiády 1992 ve španělské Barceloně. Zastupovalo ho 41 sportovců (36 mužů a 5 žen) v 10 sportech.

## Medailisté
| Medaile | Jméno             | Sport    | Soutěž                     |
| ------- | ----------------- | -------- | -------------------------- |
| Zlato   | Naim Süleymanoğlu | Vzpírání | Muži do 60 kg              |
| Zlato   | Mehmet Âkif Pirim | Zápas    | muži řecko-římský do 62 kg |
| Stříbro | Hakkı Başar       | Zápas    | muži řecko-římský do 90 kg |
| Stříbro | Kenan Şimşek      | Zápas    | muži volný styl do 90 kg   |
| Bronz   | Hülya Şenyurt     | Judo     | Ženy superlehká do 48 kg   |
| Bronz   | Ali Kayalı        | Zápas    | muži volný styl do 100 kg  |